# Berufsfeuerwehr Stadt Luzern
Als Berufsfeuerwehr Stadt Luzern wird die hauptamtliche Wachabteilung der Feuerwehr Stadt Luzern bezeichnet. Sie dient als Erster Abmarsch der Feuerwehr Stadt Luzern im Kanton Luzern am Vierwaldstättersee in der Zentralschweiz.
Die Berufsfeuerwehr ist in drei Dienstgruppen zu acht Mitarbeitern eingeteilt. Verstärkt wird die jeweilige Wachabteilung tagsüber unter der Woche durch das Kommando, welches aus neun Angestellten besteht. Neben der Berufsfeuerwehr ist die Miliz-Feuerwehr mit 353 Personen (79 Frauen, 274 Männer) für den Brandschutz der Stadt Luzern zuständig.
Die Berufsfeuerwehr Stadt Luzern wurde auf den 1. Januar 2016 gegründet, nachdem der Regierungsrat des Kantons Luzern Ende 2012 die Leistungsvereinbarung zum Polizei-Löschpikett bei der Stadt Luzern auf Ende 2014 gekündigt hatte. Die Polizei des Kantons Luzern stellte für über hundert Jahre den Ersten Abmarsch der Feuerwehr Stadt Luzern sicher und wurde von der Stadt Luzern mit Löschfahrzeugen ausgerüstet. Dieses Polizei-Löschpikett umfasste Anfang 2014 über 105 Polizeibeamte, welche im Brandschutz von der Feuerwehr der Stadt Luzern ausgebildet worden waren. Die Feuerwehr der Stadt Luzern wurde 2014 rund 500 Mal alarmiert. Im Jahr 2019 waren es 1062 Einsätze. Die Berufsfeuerwehr verfügt über eine Wache in der Kleinmattstrasse 20. Die Miliz-Feuerwehr verfügt über zwei Einsatzkompanien mit jeweils drei Einsatzzügen. Sie verfügt über vier Standorte im Stadtgebiet, die Feuerwehr-Magazine genannt werden. Mitarbeiter der Miliz-Feuerwehr werden im Gegensatz zu Mitgliedern einer Freiwilligen Feuerwehr für Übungen, Aus- und Fortbildungen von der Stadt besoldet. Im Jahr 2014 wurden 26 362 Stunden der Miliz-Feuerwehrleute besoldet.
Das Gebäude in der Kleinmattstrasse 20 wurde nicht als Feuerwehrwache konzipiert. Es handelt sich um ein altes Depot der Strassenbahnen. Bis zum Jahr 2026 soll die Feuerwehr ein neues Magazin bekommen. Die neue Feuerwache soll ihren neuen Standort im EWL-Areal erhalten. Neben der Wache in der Kleinmattstrasse betreibt die Feuerwehr eine Wache in Littau und Magazine in Allmend, Maihof und Würzenbach sowie am Vierwaldstättersee im Hafen ein Bootshaus.
Besonders bekannt wurde die Feuerwehr durch den Brand der Kappellbrücke. Am 18. August 1993 ging die Holzbrücke mit ihren mittelalterlichen Bildern in Flammen auf. Zwei Drittel der 205 Meter langen Brücke wurden zerstört. Ursache dürfte eine achtlos weggeworfene Zigarette gewesen sein. Der Einsatz gestaltete sich für die Feuerwehr als schwierig. Bereits nach zehn Minuten stand die gesamte Holzstruktur in Flammen. Mitverantwortlich für die explosionsartige Ausbreitung waren Spinnweben in den Giebeln. Im dichten Geflecht stauten sich Gase, welche zu einer explosionsartigen Entzündung führten. Nur die beiden Brückenköpfe konnten gerettet werden.
Die Feuerwehr betreibt vier Tanklöschfahrzeuge, zwei Autodrehleitern, ein Pionierfahrzeug, einen Einsatzleitwagen, ein Ölwehrfahrzeug, ein Schlauchverlegefahrzeug, zwei Atemschutzgerätefahrzeuge und ein Grosslüfterfahrzeug. Dazu kommen noch diverse Kleinfahrzeuge für den Mannschaftstransport, mehrere Pikett-Fahrzeuge, ein Sanitätswagen und ein Lastwagen. Dazu kommen diverse Anhänger und ein Löschboot.